# Jean Mons (rugby)
Pour les articles homonymes, voir Mons (homonymie).
Cet article concerne le joueur de rugby. Pour le haut fonctionnaire, voir Jean Mons.
Pas d'image ? Cliquez ici

a Compétitions nationales et continentales officielles uniquement.

Jean Mons, né le 19 novembre 1931 à Luc-sur-Orbieu et mort le 26 août 2015 à Carmaux, est un joueur français de rugby à XV ayant évolué au poste de talonneur à l’US Carmaux et à l'UA Gaillac.
Il a été entraineur du club de Cagnac-les-Mines et de l'US Carmaux.

## Biographie

### Formation au rugby à XIII
Né le 19 novembre 1931 à Luc-sur-Orbieu dans l'Aude, c'est à Lézignan-Corbières que Jean Mons découvre le rugby. Il joue dans les lignes arrières avant de dépanner au poste de talonneur à la suite de l'absence du titulaire du poste. Ce jour-là, alors que son vis-à-vis est international à XIII, en talonnant avec les deux pieds et même avec les mains, il fait disjoncter le talonneur adverse. À partir de là son entraineur décide de le titulariser à ce poste. Il garde de sa formation à XIII la rigueur d'entrainements exigeant notamment dans le respect des règles pour ne pas être pénalisé.
« À l'entrainement nous devions jouer un mètre en deçà de la ligne de hors jeu pour prendre l'habitude de ne jamais être hors jeu et jamais pénalisé. Et malheur à celui que ne respectait pas la consigne ! »

### Passage au rugby à XV au régiment
C'est pendant son service militaire à Toulouse qu'il joue à XV, toujours au poste de talonneur, dans l'équipe du Ve Train avec laquelle il devient champion régional militaire et vice champion de France militaire en 1954.
C'est au régiment qu'il rencontre Jacques Revellat, 2e ligne dans l'équipe du  Ve Train originaire de Carmaux. Jacques Revellat va le convaincre de signer à Carmaux pour les saisons suivantes. Faute d'emploi dans les Corbières, il  va signer et s'installer à Carmaux. Espérant être embauché à la mine, à la suite d'une formation professionnelle c'est à la mairie de Carmaux qu'il trouvera du travail.

### Une vie rythmée par le rugby
Joueur à Carmaux dans les années 1950 et 1960 puis joueur à Gaillac avant de se tourner vers une carrière d'entraineur avec la réserve de Gaillac, le club de Cagnac les Mines puis Carmaux. Après sa carrière d'entraineur il restera proche du club de Carmaux qu'il suivra tant que son état de santé le lui permettra. Il meurt le 26 août 2015 à Carmaux.

## Les années carmausines
Immédiatement titulaire au poste de talonneur pour la saison 1954-1955, il participera à la qualification de Carmaux pour les phases finales du championnat de France avec une participation aux 16e de finale et une victoire en Challenge de l'Espérance. Carmaux remporte en effet cette compétition après une large victoire sur le TOEC en finale 23-3. L'équipe se compose alors de : Teychene (entraîneur), Jean Mons, Raymond Carrère, David, Jacques Revellat, Jean Régis, Louvet, Louis Aué, René Pailhous, Duplan, Hernnandez, Andrieu, René Deleris, Cuq, Sirera, Fuchez.
La saison suivante, 1955-1956, sera aussi de bonne facture avec un titre de champion des Pyrénées des équipes 1re et une qualification pour les 16e de finale du championnat de France.
Les deux saisons suivantes (1956-1957 et 1957-1958), Carmaux se qualifiera pour les phases finales mais échouera en 16ème de finale.
Ensuite, de 1959 à 1964, Carmaux se maintiendra en 1ère division mais ne se qualifiera pas pour les phases finales. Dans ces années 50 et 60 Carmaux aura la réputation d'une équipe solide particulièrement coriace à domicile dans son mythique stade des Amouriès,.
Durant sa carrière, Jean Mons devient une figure emblématique de l'US Carmaux en tant que joueur et entraîneur. Ensuite il restera proche du club qu'il suivra très régulièrement.

## Les années gaillacoises
C'est pour la saison 1964-1965 à 33 ans que Jean Mons signe à Gaillac en 2e division prenant le capitanat de l'équipe.
Pour la saison 1964-1965 Gaillac arrivera jusqu'en demi-finale du championnat de France de 2e division. Malheureusement Jacques Bouquet, l'ouvreur de Bourgoin, prive Gaillac de la finale et de la montée en 1re division.
La saison suivante, 1965-1966, le parcours de Gaillac en championnat de France de 2e division s'arrête prématurément en 8e de finale contre Avignon, à la suite d'une lourde erreur d'arbitrage qualifiée « d'injure au rugby » par le Midi Olympique. Gaillac se consolera en gagnant le Challenge de l'Essor contre Bagnères.
Pour la saison 1966-1967, le parcours de Gaillac en championnat de France s'arrête de nouveau en 8e de finale après une défaite contre Carcassonne. Gaillac remporteta pour la 2e année le Challenge de l'Essor battant Bergerac 13 à 5 en finale.
Il y a tout de même un évènement marquant cette saison 1966-1967. Gaillac est restée invaincue pendant toute la phase qualificative aux phases finales du championnat de France. 43 matches, 42 victoires et 1 match nul. Cette exceptionnelle invincibilité vaudra à Gaillac de recevoir en mars 1967 l'Ovale Cinzano rarement attribué à une équipe de 2e division.
Pour la saison 1967-1968, Jean Mons alors âgé de 36 ans gagnera le championnat des Pyrénées de 1re série avec l'équipe réserve de Gaillac en tant qu'entraineur joueur.

## Carrière d'entraineur
- Saison 1972-1973 : en tant qu'entraineur Jean Mons remporte le titre de champion des Pyrénées de 3ème série avec le club de Cagnac-les-Mines[7],[8].
- Saison 1976-1977 : co-entraineur de l'US Carmaux avec David, ils atteignent les 8èmes de finale du Challenge de l'Espérance.

## Palmarès
En équipe militaire (Ve train) :
- Champion régional militaire 1954.
- Vice-champion de France militaire 1954.

Avec l'US Carmaux :
- Challenge de l'Espérance 1955[3],[2].
- Champion de Pyrénées des équipes 1re 1956.
- 16ème de finale du championnat de France 1955, 1956, 1957 et 1958.
- Co-entraineur, 8e de finale du Challenge de l'Espérance 1977.

Avec l'UA Gaillac :
- Demi finale du championnat de France de 2ème division 1965.
- Challenge de l'Essor 1966.
- Challenge de l'Essor 1967.
- Équipe réserve, champion des Pyrénées 1ère série 1968.

Avec le club de Cagnac-les-Mines :
- Entraineur, champion des Pyrénées 3e série 1973.